# Danh sách tích phân với hàm lượng giác
Đây là danh sách tích phân (nguyên hàm) của các hàm lượng giác. Đối với tích phân của chứa hàm lượng giác và hàm mũ, xem Danh sách tích phân với hàm mũ. Đối với danh sách đầy đủ các tích phân, xem Danh sách tích phân. Đối với danh sách các tích phân đặc biệt của các hàm lượng giác, xem Tích phân lượng giác.
Nhìn chung, với {\displaystyle \cos(x)} là đạo hàm của hàm số {\displaystyle \sin(x)}, ta có
{\displaystyle \int a\cos nx\,dx={\frac {a}{n}}\sin nx+C}
Trong mọi công thức dưới đây, a là một hằng số khác không và C ký hiệu cho hằng số tích phân.

## Tích phân chỉ chứa hàmsin
{\displaystyle \int \sin ax\,dx=-{\frac {1}{a}}\cos ax+C}
{\displaystyle \int \sin ^{2}{ax}\,dx={\frac {x}{2}}-{\frac {1}{4a}}\sin 2ax+C={\frac {x}{2}}-{\frac {1}{2a}}\sin ax\cos ax+C}
{\displaystyle \int \sin ^{3}{ax}\,dx={\frac {\cos 3ax}{12a}}-{\frac {3\cos ax}{4a}}+C}
{\displaystyle \int x\sin ^{2}{ax}\,dx={\frac {x^{2}}{4}}-{\frac {x}{4a}}\sin 2ax-{\frac {1}{8a^{2}}}\cos 2ax+C}
{\displaystyle \int x^{2}\sin ^{2}{ax}\,dx={\frac {x^{3}}{6}}-\left({\frac {x^{2}}{4a}}-{\frac {1}{8a^{3}}}\right)\sin 2ax-{\frac {x}{4a^{2}}}\cos 2ax+C}
{\displaystyle \int x\sin ax\,dx={\frac {\sin ax}{a^{2}}}-{\frac {x\cos ax}{a}}+C}
{\displaystyle \int (\sin b_{1}x)(\sin b_{2}x)\,dx={\frac {\sin((b_{2}-b_{1})x)}{2(b_{2}-b_{1})}}-{\frac {\sin((b_{1}+b_{2})x)}{2(b_{1}+b_{2})}}+C\qquad {\mbox{(}}|b_{1}|\neq |b_{2}|{\mbox{)}}}
{\displaystyle \int \sin ^{n}{ax}\,dx=-{\frac {\sin ^{n-1}ax\cos ax}{na}}+{\frac {n-1}{n}}\int \sin ^{n-2}ax\,dx\qquad {\mbox{(}}n>0{\mbox{)}}}
{\displaystyle \int {\frac {dx}{\sin ax}}=-{\frac {1}{a}}\ln {\left|\csc {ax}+\cot {ax}\right|}+C}
{\displaystyle \int {\frac {dx}{\sin ^{n}ax}}={\frac {\cos ax}{a(1-n)\sin ^{n-1}ax}}+{\frac {n-2}{n-1}}\int {\frac {dx}{\sin ^{n-2}ax}}\qquad {\mbox{(}}n>1{\mbox{)}}}
{\displaystyle {\begin{aligned}\int x^{n}\sin ax\,dx&=-{\frac {x^{n}}{a}}\cos ax+{\frac {n}{a}}\int x^{n-1}\cos ax\,dx\\&=\sum _{k=0}^{2k\leq n}(-1)^{k+1}{\frac {x^{n-2k}}{a^{1+2k}}}{\frac {n!}{(n-2k)!}}\cos ax+\sum _{k=0}^{2k+1\leq n}(-1)^{k}{\frac {x^{n-1-2k}}{a^{2+2k}}}{\frac {n!}{(n-2k-1)!}}\sin ax\\&=-\sum _{k=0}^{n}{\frac {x^{n-k}}{a^{1+k}}}{\frac {n!}{(n-k)!}}\cos \left(ax+k{\frac {\pi }{2}}\right)\qquad {\mbox{(}}n>0{\mbox{)}}\end{aligned}}}
{\displaystyle \int {\frac {\sin ax}{x}}\,dx=\sum _{n=0}^{\infty }(-1)^{n}{\frac {(ax)^{2n+1}}{(2n+1)\cdot (2n+1)!}}+C}
{\displaystyle \int {\frac {\sin ax}{x^{n}}}\,dx=-{\frac {\sin ax}{(n-1)x^{n-1}}}+{\frac {a}{n-1}}\int {\frac {\cos ax}{x^{n-1}}}\,dx}
{\displaystyle \int {\frac {dx}{1\pm \sin ax}}={\frac {1}{a}}\tan \left({\frac {ax}{2}}\mp {\frac {\pi }{4}}\right)+C}
{\displaystyle \int {\frac {x\,dx}{1+\sin ax}}={\frac {x}{a}}\tan \left({\frac {ax}{2}}-{\frac {\pi }{4}}\right)+{\frac {2}{a^{2}}}\ln \left|\cos \left({\frac {ax}{2}}-{\frac {\pi }{4}}\right)\right|+C}
{\displaystyle \int {\frac {x\,dx}{1-\sin ax}}={\frac {x}{a}}\cot \left({\frac {\pi }{4}}-{\frac {ax}{2}}\right)+{\frac {2}{a^{2}}}\ln \left|\sin \left({\frac {\pi }{4}}-{\frac {ax}{2}}\right)\right|+C}
{\displaystyle \int {\frac {\sin ax\,dx}{1\pm \sin ax}}=\pm x+{\frac {1}{a}}\tan \left({\frac {\pi }{4}}\mp {\frac {ax}{2}}\right)+C}

## Tích phân chỉ chứa hàmcos
{\displaystyle \int \cos ax\,dx={\frac {1}{a}}\sin ax+C}
{\displaystyle \int \cos ^{2}{ax}\,dx={\frac {x}{2}}+{\frac {1}{4a}}\sin 2ax+C={\frac {x}{2}}+{\frac {1}{2a}}\sin ax\cos ax+C}
{\displaystyle \int \cos ^{n}ax\,dx={\frac {\cos ^{n-1}ax\sin ax}{na}}+{\frac {n-1}{n}}\int \cos ^{n-2}ax\,dx\qquad {\mbox{(}}n>0{\mbox{)}}}
{\displaystyle \int x\cos ax\,dx={\frac {\cos ax}{a^{2}}}+{\frac {x\sin ax}{a}}+C}
{\displaystyle \int x^{2}\cos ^{2}{ax}\,dx={\frac {x^{3}}{6}}+\left({\frac {x^{2}}{4a}}-{\frac {1}{8a^{3}}}\right)\sin 2ax+{\frac {x}{4a^{2}}}\cos 2ax+C}
{\displaystyle {\begin{aligned}\int x^{n}\cos ax\,dx&={\frac {x^{n}\sin ax}{a}}-{\frac {n}{a}}\int x^{n-1}\sin ax\,dx\\&=\sum _{k=0}^{2k+1\leq n}(-1)^{k}{\frac {x^{n-2k-1}}{a^{2+2k}}}{\frac {n!}{(n-2k-1)!}}\cos ax+\sum _{k=0}^{2k\leq n}(-1)^{k}{\frac {x^{n-2k}}{a^{1+2k}}}{\frac {n!}{(n-2k)!}}\sin ax\\&=\sum _{k=0}^{n}(-1)^{\lfloor k/2\rfloor }{\frac {x^{n-k}}{a^{1+k}}}{\frac {n!}{(n-k)!}}\cos \left(ax-{\frac {(-1)^{k}+1}{2}}{\frac {\pi }{2}}\right)\\&=\sum _{k=0}^{n}{\frac {x^{n-k}}{a^{1+k}}}{\frac {n!}{(n-k)!}}\sin \left(ax+k{\frac {\pi }{2}}\right)\qquad {\mbox{(}}n>0{\mbox{)}}\end{aligned}}}
{\displaystyle \int {\frac {\cos ax}{x}}\,dx=\ln |ax|+\sum _{k=1}^{\infty }(-1)^{k}{\frac {(ax)^{2k}}{2k\cdot (2k)!}}+C}
{\displaystyle \int {\frac {\cos ax}{x^{n}}}\,dx=-{\frac {\cos ax}{(n-1)x^{n-1}}}-{\frac {a}{n-1}}\int {\frac {\sin ax}{x^{n-1}}}\,dx\qquad {\mbox{(}}n\neq 1{\mbox{)}}}
{\displaystyle \int {\frac {dx}{\cos ax}}={\frac {1}{a}}\ln \left|\tan \left({\frac {ax}{2}}+{\frac {\pi }{4}}\right)\right|+C}
{\displaystyle \int {\frac {dx}{\cos ^{n}ax}}={\frac {\sin ax}{a(n-1)\cos ^{n-1}ax}}+{\frac {n-2}{n-1}}\int {\frac {dx}{\cos ^{n-2}ax}}\qquad {\mbox{(}}n>1{\mbox{)}}}
{\displaystyle \int {\frac {dx}{1+\cos ax}}={\frac {1}{a}}\tan {\frac {ax}{2}}+C}
{\displaystyle \int {\frac {dx}{1-\cos ax}}=-{\frac {1}{a}}\cot {\frac {ax}{2}}+C}
{\displaystyle \int {\frac {x\,dx}{1+\cos ax}}={\frac {x}{a}}\tan {\frac {ax}{2}}+{\frac {2}{a^{2}}}\ln \left|\cos {\frac {ax}{2}}\right|+C}
{\displaystyle \int {\frac {x\,dx}{1-\cos ax}}=-{\frac {x}{a}}\cot {\frac {ax}{2}}+{\frac {2}{a^{2}}}\ln \left|\sin {\frac {ax}{2}}\right|+C}
{\displaystyle \int {\frac {\cos ax\,dx}{1+\cos ax}}=x-{\frac {1}{a}}\tan {\frac {ax}{2}}+C}
{\displaystyle \int {\frac {\cos ax\,dx}{1-\cos ax}}=-x-{\frac {1}{a}}\cot {\frac {ax}{2}}+C}
{\displaystyle \int (\cos a_{1}x)(\cos a_{2}x)\,dx={\frac {\sin((a_{2}-a_{1})x)}{2(a_{2}-a_{1})}}+{\frac {\sin((a_{2}+a_{1})x)}{2(a_{2}+a_{1})}}+C\qquad {\mbox{(}}|a_{1}|\neq |a_{2}|{\mbox{)}}}

## Tích phân chỉ chứa hàmtan
{\displaystyle \int \tan ax\,dx=-{\frac {1}{a}}\ln |\cos ax|+C={\frac {1}{a}}\ln |\sec ax|+C\,\!}
{\displaystyle \int \tan ^{2}{x}\,dx=\tan {x}-x+C}
{\displaystyle \int \tan ^{n}ax\,dx={\frac {1}{a(n-1)}}\tan ^{n-1}ax-\int \tan ^{n-2}ax\,dx\qquad (n\neq 1)\,\!}
{\displaystyle \int {\frac {dx}{q\tan ax+p}}={\frac {1}{p^{2}+q^{2}}}(px+{\frac {q}{a}}\ln |q\sin ax+p\cos ax|)+C\qquad (p^{2}+q^{2}\neq 0)\,\!}
{\displaystyle \int {\frac {dx}{\tan ax+1}}={\frac {x}{2}}+{\frac {1}{2a}}\ln |\sin ax+\cos ax|+C\,\!}
{\displaystyle \int {\frac {dx}{\tan ax-1}}=-{\frac {x}{2}}+{\frac {1}{2a}}\ln |\sin ax-\cos ax|+C\,\!}
{\displaystyle \int {\frac {\tan ax\,dx}{\tan ax+1}}={\frac {x}{2}}-{\frac {1}{2a}}\ln |\sin ax+\cos ax|+C\,\!}
{\displaystyle \int {\frac {\tan ax\,dx}{\tan ax-1}}={\frac {x}{2}}+{\frac {1}{2a}}\ln |\sin ax-\cos ax|+C\,\!}

## Tích phân chỉ chứa hàmsecant
{\displaystyle \int \sec {ax}\,dx={\frac {1}{a}}\ln {\left|\sec {ax}+\tan {ax}\right|}+C}
{\displaystyle \int \sec ^{2}{x}\,dx=\tan {x}+C}
{\displaystyle \int \sec ^{n}{ax}\,dx={\frac {\sec ^{n-2}{ax}\tan {ax}}{a(n-1)}}\,+\,{\frac {n-2}{n-1}}\int \sec ^{n-2}{ax}\,dx\qquad {\mbox{(}}n\neq 1{\mbox{)}}\,\!}
{\displaystyle \int \sec ^{n}{x}\,dx={\frac {\sec ^{n-2}{x}\tan {x}}{n-1}}\,+\,{\frac {n-2}{n-1}}\int \sec ^{n-2}{x}\,dx}
{\displaystyle \int {\frac {dx}{\sec {x}+1}}=x-\tan {\frac {x}{2}}+C}
{\displaystyle \int {\frac {dx}{\sec {x}-1}}=-x-\cot {\frac {x}{2}}+C}

## Tích phân chỉ chứa hàmcosecant
{\displaystyle {\begin{aligned}\int \csc {ax}\,dx&=-{\frac {1}{a}}\ln {\left|\csc {ax}+\cot {ax}\right|}+C\\&={\frac {1}{a}}\ln {\left|\csc {ax}-\cot {ax}\right|}+C\\&={\frac {1}{a}}\ln {\left|\tan {\left({\frac {ax}{2}}\right)}\right|}+C\end{aligned}}}
{\displaystyle \int \csc ^{2}{x}\,dx=-\cot {x}+C}
{\displaystyle {\begin{aligned}\int \csc ^{3}{x}\,dx&=-{\frac {1}{2}}\csc x\cot x-{\frac {1}{2}}\ln |\csc x+\cot x|+C\\&=-{\frac {1}{2}}\csc x\cot x+{\frac {1}{2}}\ln |\csc x-\cot x|+C\end{aligned}}}
{\displaystyle \int \csc ^{n}{ax}\,dx=-{\frac {\csc ^{n-2}{ax}\cot {ax}}{a(n-1)}}\,+\,{\frac {n-2}{n-1}}\int \csc ^{n-2}{ax}\,dx\qquad {\mbox{ (}}n\neq 1{\mbox{)}}}
{\displaystyle \int {\frac {dx}{\csc {x}+1}}=x-{\frac {2}{\cot {\frac {x}{2}}+1}}+C}
{\displaystyle \int {\frac {dx}{\csc {x}-1}}=-x+{\frac {2}{\cot {\frac {x}{2}}-1}}+C}

## Tích phân chỉ chứa hàmcotang
{\displaystyle \int \cot ax\,dx={\frac {1}{a}}\ln |\sin ax|+C}
{\displaystyle \int \cot ^{2}{x}\,dx=-\cot {x}-x+C}
{\displaystyle \int \cot ^{n}ax\,dx=-{\frac {1}{a(n-1)}}\cot ^{n-1}ax-\int \cot ^{n-2}ax\,dx\qquad {\mbox{(}}n\neq 1{\mbox{)}}}
{\displaystyle \int {\frac {dx}{1+\cot ax}}=\int {\frac {\tan ax\,dx}{\tan ax+1}}={\frac {x}{2}}-{\frac {1}{2a}}\ln |\sin ax+\cos ax|+C}
{\displaystyle \int {\frac {dx}{1-\cot ax}}=\int {\frac {\tan ax\,dx}{\tan ax-1}}={\frac {x}{2}}+{\frac {1}{2a}}\ln |\sin ax-\cos ax|+C}

## Tích phân chứa hàmsinvàcos
Tích phân một hàm hữu tỉ (phân thức) của sin và cos có thể được tính bằng quy tắc Bioche.
{\displaystyle \int {\frac {dx}{\cos ax\pm \sin ax}}={\frac {1}{a{\sqrt {2}}}}\ln \left|\tan \left({\frac {ax}{2}}\pm {\frac {\pi }{8}}\right)\right|+C}
{\displaystyle \int {\frac {dx}{(\cos ax\pm \sin ax)^{2}}}={\frac {1}{2a}}\tan \left(ax\mp {\frac {\pi }{4}}\right)+C}
{\displaystyle \int {\frac {dx}{(\cos x+\sin x)^{n}}}={\frac {1}{n-1}}\left({\frac {\sin x-\cos x}{(\cos x+\sin x)^{n-1}}}-2(n-2)\int {\frac {dx}{(\cos x+\sin x)^{n-2}}}\right)}
{\displaystyle \int {\frac {\cos ax\,dx}{\cos ax\pm \sin ax}}={\frac {x}{2}}\pm {\frac {1}{2a}}\ln \left|\sin ax\pm \cos ax\right|+C}
{\displaystyle \int {\frac {\sin ax\,dx}{\cos ax\pm \sin ax}}=\pm {\frac {x}{2}}-{\frac {1}{2a}}\ln \left|\sin ax\pm \cos ax\right|+C}
{\displaystyle \int {\frac {\cos ax\,dx}{(\sin ax)(1+\cos ax)}}=-{\frac {1}{4a}}\tan ^{2}{\frac {ax}{2}}+{\frac {1}{2a}}\ln \left|\tan {\frac {ax}{2}}\right|+C}
{\displaystyle \int {\frac {\cos ax\,dx}{(\sin ax)(1-\cos ax)}}=-{\frac {1}{4a}}\cot ^{2}{\frac {ax}{2}}-{\frac {1}{2a}}\ln \left|\tan {\frac {ax}{2}}\right|+C}
{\displaystyle \int {\frac {\sin ax\,dx}{(\cos ax)(1+\sin ax)}}={\frac {1}{4a}}\cot ^{2}\left({\frac {ax}{2}}+{\frac {\pi }{4}}\right)+{\frac {1}{2a}}\ln \left|\tan \left({\frac {ax}{2}}+{\frac {\pi }{4}}\right)\right|+C}
{\displaystyle \int {\frac {\sin ax\,dx}{(\cos ax)(1-\sin ax)}}={\frac {1}{4a}}\tan ^{2}\left({\frac {ax}{2}}+{\frac {\pi }{4}}\right)-{\frac {1}{2a}}\ln \left|\tan \left({\frac {ax}{2}}+{\frac {\pi }{4}}\right)\right|+C}
{\displaystyle \int (\sin ax)(\cos ax)\,dx={\frac {1}{2a}}\sin ^{2}ax+C}
{\displaystyle \int (\sin a_{1}x)(\cos a_{2}x)\,dx=-{\frac {\cos((a_{1}-a_{2})x)}{2(a_{1}-a_{2})}}-{\frac {\cos((a_{1}+a_{2})x)}{2(a_{1}+a_{2})}}+C\qquad {\mbox{(}}|a_{1}|\neq |a_{2}|{\mbox{)}}}
{\displaystyle \int (\sin ^{n}ax)(\cos ax)\,dx={\frac {1}{a(n+1)}}\sin ^{n+1}ax+C\qquad {\mbox{(}}n\neq -1{\mbox{)}}}
{\displaystyle \int (\sin ax)(\cos ^{n}ax)\,dx=-{\frac {1}{a(n+1)}}\cos ^{n+1}ax+C\qquad {\mbox{(}}n\neq -1{\mbox{)}}}
{\displaystyle {\begin{aligned}\int (\sin ^{n}ax)(\cos ^{m}ax)\,dx&=-{\frac {(\sin ^{n-1}ax)(\cos ^{m+1}ax)}{a(n+m)}}+{\frac {n-1}{n+m}}\int (\sin ^{n-2}ax)(\cos ^{m}ax)\,dx\qquad {\mbox{(}}m,n>0{\mbox{)}}\\&={\frac {(\sin ^{n+1}ax)(\cos ^{m-1}ax)}{a(n+m)}}+{\frac {m-1}{n+m}}\int (\sin ^{n}ax)(\cos ^{m-2}ax)\,dx\qquad {\mbox{(}}m,n>0{\mbox{)}}\end{aligned}}}
{\displaystyle \int {\frac {dx}{(\sin ax)(\cos ax)}}={\frac {1}{a}}\ln \left|\tan ax\right|+C}
{\displaystyle \int {\frac {dx}{(\sin ax)(\cos ^{n}ax)}}={\frac {1}{a(n-1)\cos ^{n-1}ax}}+\int {\frac {dx}{(\sin ax)(\cos ^{n-2}ax)}}\qquad {\mbox{(}}n\neq 1{\mbox{)}}}
{\displaystyle \int {\frac {dx}{(\sin ^{n}ax)(\cos ax)}}=-{\frac {1}{a(n-1)\sin ^{n-1}ax}}+\int {\frac {dx}{(\sin ^{n-2}ax)(\cos ax)}}\qquad {\mbox{(}}n\neq 1{\mbox{)}}}
{\displaystyle \int {\frac {\sin ax\,dx}{\cos ^{n}ax}}={\frac {1}{a(n-1)\cos ^{n-1}ax}}+C\qquad {\mbox{(}}n\neq 1{\mbox{)}}}
{\displaystyle \int {\frac {\sin ^{2}ax\,dx}{\cos ax}}=-{\frac {1}{a}}\sin ax+{\frac {1}{a}}\ln \left|\tan \left({\frac {\pi }{4}}+{\frac {ax}{2}}\right)\right|+C}
{\displaystyle \int {\frac {\sin ^{2}ax\,dx}{\cos ^{n}ax}}={\frac {\sin ax}{a(n-1)\cos ^{n-1}ax}}-{\frac {1}{n-1}}\int {\frac {dx}{\cos ^{n-2}ax}}\qquad {\mbox{(}}n\neq 1{\mbox{)}}}
{\displaystyle \int {\frac {\sin ^{n}ax\,dx}{\cos ax}}=-{\frac {\sin ^{n-1}ax}{a(n-1)}}+\int {\frac {\sin ^{n-2}ax\,dx}{\cos ax}}\qquad {\mbox{(}}n\neq 1{\mbox{)}}}
{\displaystyle \int {\frac {\sin ^{n}ax\,dx}{\cos ^{m}ax}}={\begin{cases}{\dfrac {\sin ^{n+1}ax}{a(m-1)\cos ^{m-1}ax}}-{\dfrac {n-m+2}{m-1}}\displaystyle \int {\dfrac {\sin ^{n}ax\,dx}{\cos ^{m-2}ax}}&{\mbox{(}}m\neq 1{\mbox{)}}\\{\dfrac {\sin ^{n-1}ax}{a(m-1)\cos ^{m-1}ax}}-{\dfrac {n-1}{m-1}}\displaystyle \int {\dfrac {\sin ^{n-2}ax\,dx}{\cos ^{m-2}ax}}&{\mbox{(}}m\neq 1{\mbox{)}}\\-{\dfrac {\sin ^{n-1}ax}{a(n-m)\cos ^{m-1}ax}}+{\dfrac {n-1}{n-m}}\displaystyle \int {\dfrac {\sin ^{n-2}ax\,dx}{\cos ^{m}ax}}&{\mbox{(}}m\neq n{\mbox{)}}\end{cases}}}
{\displaystyle \int {\frac {\cos ax\,dx}{\sin ^{n}ax}}=-{\frac {1}{a(n-1)\sin ^{n-1}ax}}+C\qquad {\mbox{(}}n\neq 1{\mbox{)}}}
{\displaystyle \int {\frac {\cos ^{2}ax\,dx}{\sin ax}}={\frac {1}{a}}\left(\cos ax+\ln \left|\tan {\frac {ax}{2}}\right|\right)+C}
{\displaystyle \int {\frac {\cos ^{2}ax\,dx}{\sin ^{n}ax}}=-{\frac {1}{n-1}}\left({\frac {\cos ax}{a\sin ^{n-1}ax}}+\int {\frac {dx}{\sin ^{n-2}ax}}\right)\qquad {\mbox{(}}n\neq 1{\mbox{)}}}
{\displaystyle \int {\frac {\cos ^{n}ax\,dx}{\sin ^{m}ax}}={\begin{cases}-{\dfrac {\cos ^{n+1}ax}{a(m-1)\sin ^{m-1}ax}}-{\dfrac {n-m+2}{m-1}}\displaystyle \int {\dfrac {\cos ^{n}ax\,dx}{\sin ^{m-2}ax}}&{\mbox{(}}m\neq 1{\mbox{)}}\\-{\dfrac {\cos ^{n-1}ax}{a(m-1)\sin ^{m-1}ax}}-{\dfrac {n-1}{m-1}}\displaystyle \int {\dfrac {\cos ^{n-2}ax\,dx}{\sin ^{m-2}ax}}&{\mbox{(}}m\neq 1{\mbox{)}}\\{\dfrac {\cos ^{n-1}ax}{a(n-m)\sin ^{m-1}ax}}+{\dfrac {n-1}{n-m}}\displaystyle \int {\dfrac {\cos ^{n-2}ax\,dx}{\sin ^{m}ax}}&{\mbox{(}}m\neq n{\mbox{)}}\end{cases}}}

## Tích phân chứa hàmsinvàtang
{\displaystyle \int \sin ax\tan ax\,dx={\frac {1}{a}}(\ln |\sec ax+\tan ax|-\sin ax)+C\,\!}
{\displaystyle \int {\frac {\tan ^{n}ax\,dx}{\sin ^{2}ax}}={\frac {1}{a(n-1)}}\tan ^{n-1}(ax)+C\qquad (n\neq 1)\,\!}

## Tích phân chứa hàmcosvàtang
{\displaystyle \int {\frac {\tan ^{n}ax\,dx}{\cos ^{2}ax}}={\frac {1}{a(n+1)}}\tan ^{n+1}ax+C\qquad (n\neq -1)\,\!}

## Tích phân chứa hàmsinvàcotang
{\displaystyle \int {\frac {\cot ^{n}ax\,dx}{\sin ^{2}ax}}=-{\frac {1}{a(n+1)}}\cot ^{n+1}ax+C\qquad (n\neq -1)\,\!}

## Tích phân chứa hàmcosvàcotang
{\displaystyle \int {\frac {\cot ^{n}ax\,dx}{\cos ^{2}ax}}={\frac {1}{a(1-n)}}\tan ^{1-n}ax+C\qquad (n\neq 1)\,\!}

## Tích phân chứa hàmsecantvàtang
{\displaystyle \int (\sec x)(\tan x)\,dx=\sec x+C}

## Tích phân chứa hàmcosecantvàcotang
{\displaystyle \int (\csc x)(\cot x)\,dx=-\csc x+C}

## Tích phân trên một phần tư đường tròn
{\displaystyle \int _{0}^{\frac {\pi }{2}}\sin ^{n}x\,dx=\int _{0}^{\frac {\pi }{2}}\cos ^{n}x\,dx={\begin{cases}{\frac {n-1}{n}}\cdot {\frac {n-3}{n-2}}\cdots {\frac {3}{4}}\cdot {\frac {1}{2}}\cdot {\frac {\pi }{2}},&n=2,4,6,8,\ldots \\{\frac {n-1}{n}}\cdot {\frac {n-3}{n-2}}\cdots {\frac {4}{5}}\cdot {\frac {2}{3}},&n=3,5,7,9,\ldots \\1,&n=1\end{cases}}}

## Tích phân với giới hạn đối xứng
{\displaystyle \int _{-c}^{c}\sin {x}\,dx=0}
{\displaystyle \int _{-c}^{c}\cos {x}\,dx=2\int _{0}^{c}\cos {x}\,dx=2\int _{-c}^{0}\cos {x}\,dx=2\sin {c}}
{\displaystyle \int _{-c}^{c}\tan {x}\,dx=0}
{\displaystyle \int _{-{\frac {a}{2}}}^{\frac {a}{2}}x^{2}\cos ^{2}{\frac {n\pi x}{a}}\,dx={\frac {a^{3}(n^{2}\pi ^{2}-6)}{24n^{2}\pi ^{2}}}\qquad } (n là số nguyên dương lẻ)
{\displaystyle \int _{\frac {-a}{2}}^{\frac {a}{2}}x^{2}\sin ^{2}{\frac {n\pi x}{a}}\,dx={\frac {a^{3}(n^{2}\pi ^{2}-6(-1)^{n})}{24n^{2}\pi ^{2}}}={\frac {a^{3}}{24}}(1-6{\frac {(-1)^{n}}{n^{2}\pi ^{2}}})\qquad } (n là số nguyên dương)

## Tích phân trên toàn bộ đường tròn
{\displaystyle \int _{0}^{2\pi }\sin ^{2m+1}{x}\cos ^{2n+1}{x}\,dx=0\qquad m,n\in \mathbb {Z} }